# Hřib plavý
Hřib plavý (Hemileccinum impolitum (Fr.) Šutara,) též hřib nelesklý) je houba z čeledi hřibovitých. Je nejedlá, poměrně vzácná a roste obvykle zejména pod duby. Před rokem 1985 byl ztotožňován s hřibem skvrnitým.

## Synonyma
- Boletus aquosus Krombh.[4] 1836
- Boletus impolitus Fr.[1] 1838
- Hemileccinum impolitum (Fr.) Šutara[1] 2008
- Leccinum impolitum (Fr.) Bertault[1] 1980
- Xerocomus impolitus (Fr.) Quél.[1] 1888
- hřib nelesklý
- hřib plavý[1]

## Popis

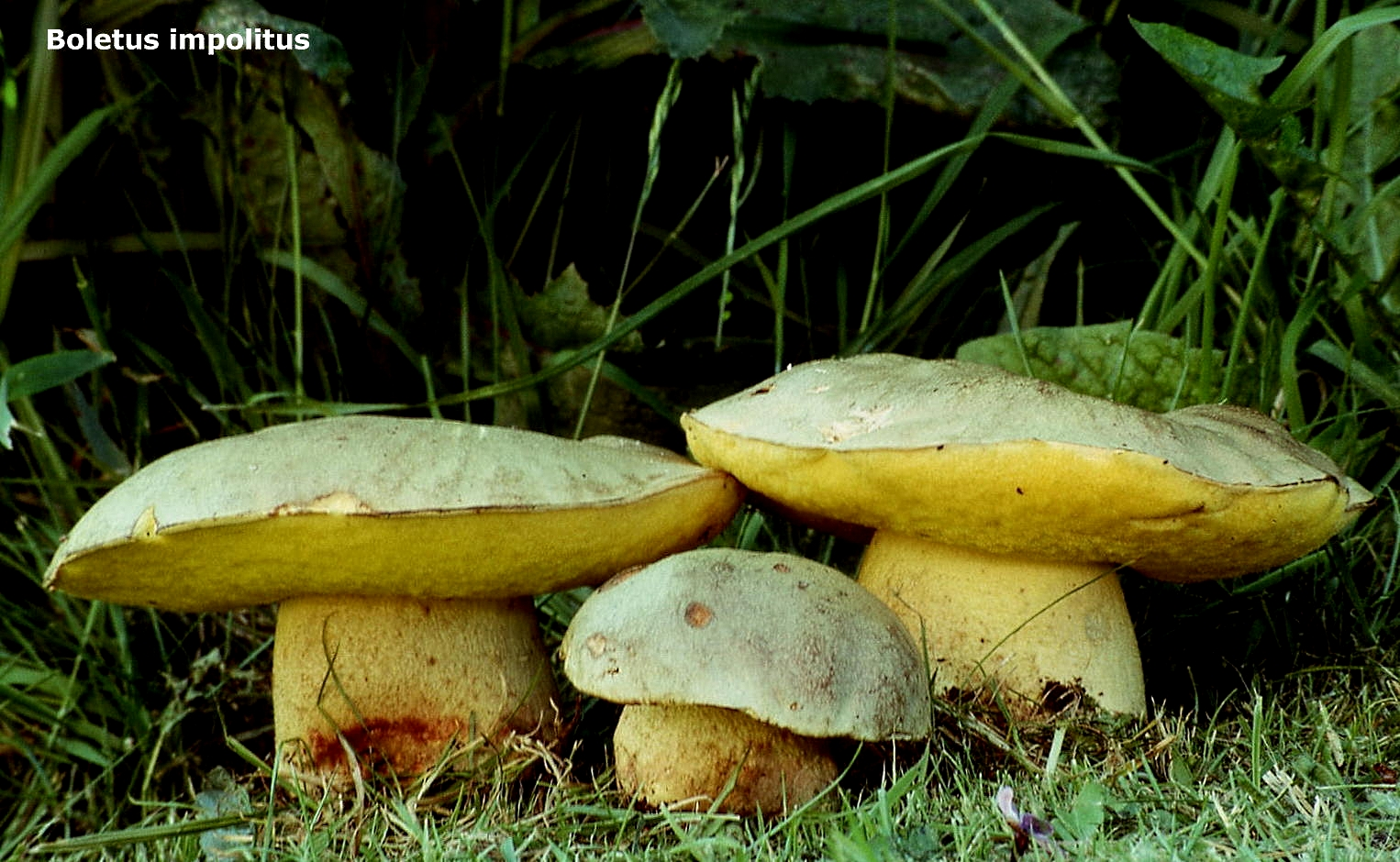
Hřib plavý

Klobouk dosahuje 60–130 (170) milimetrů, povrch je jemně plstnatý, krémový, světle šedý až šedoolivový, ve stáří částečně olysalý s lehkým hnědým nádechem. Rourky a póry jsou zbarveny světle až sytě žlutě, ve stáří žlutoolivově. Třeň je na povrchu bělavě žlutý a krytý nenápadnými šupinkami. Dužnina je v oblasti klobouku žlutá, jinak bělavá až bledožlutá, ve spodní části třeně nahnědlá, voní nakysle, barevně je neměnná.
Vůně plodnic připomíná jodoform (především na bázi třeně a ve stáří), kvůli chemickému pachu proto není vhodný pro kuchyňské zpracování. Starší plodnice jsou z tohoto důvodu prakticky nepoživatelné.

## Výskyt
Hřib plavý je poměrně vzácný, preferuje nižší polohy, světlé listnaté lesy, především pak jejich okraje. Objevuje se i na hrázích rybníků, ve stromořadích a parcích. Typickým mykorhizním symbiontem je dub, vazba na jiné listnáče (habr, buk, lípa) je méně obvyklá. Fruktifikuje od konce května do konce září.

## Rozšíření
Roste v Evropě a Severní Americe (Kanada). Z Evropských zemí jsou to Belgie, Česká republika, Dánsko, Francie, Gibraltar, Lucembursko, Maďarsko, Německo, Norsko, Rakousko, Slovensko, Slovinsko, Spojené království (plus Ostrov Man), Španělsko a Švédsko.
V rámci chráněných území České republiky byl hřib plavý popsán mimo jiné na následujících lokalitách:
- Chuchelský háj[9] (Praha)
- Jílovka[10] (okres Česká Lípa)
- Lipovka – Grado[11] (okres Praha-východ)
- Luční[12] (okres Tábor)
- Vrbenské rybníky[13] (okres České Budějovice)
- Žernov[14] (okres Pardubice)

Roku 2008 byl objeven u obce Holany poblíž rybníků u severní hranice CHKO Kokořínsko.

## Záměna
Vzhledem se nejvíc blíží příbuznému hřibu skvrnitému (Hemileccinum depilatum (Redeuilh) Šutara 2008), který se liší hladkým (nikoli plstnatým) povrchem klobouku a rovněž vykazuje jodoformový zápach. Od dalších podobných hub se liší výskytem, jodoformovým pachem a barevně neměnnou (nemodrající) dužinou.
- hřib přívěskatý (Butyriboletus appendiculatus) – hnědavý až hnědorezavý klobouk, žlutá síťka, nenápadná vůně
- hřib horský (Butyriboletus subappendiculatus) – roste ve vyšších polohách, pod jehličnany, žlutá síťka, nenápadná vůně
- hřib medotrpký (Caloboletus radicans) – modrá, může vykazovat pach močoviny, dužnina je hořká
- hřib Fechtnerův (Butyriboletus fechtneri) – výrazně modrá, báze třeně karmínově zabarvená

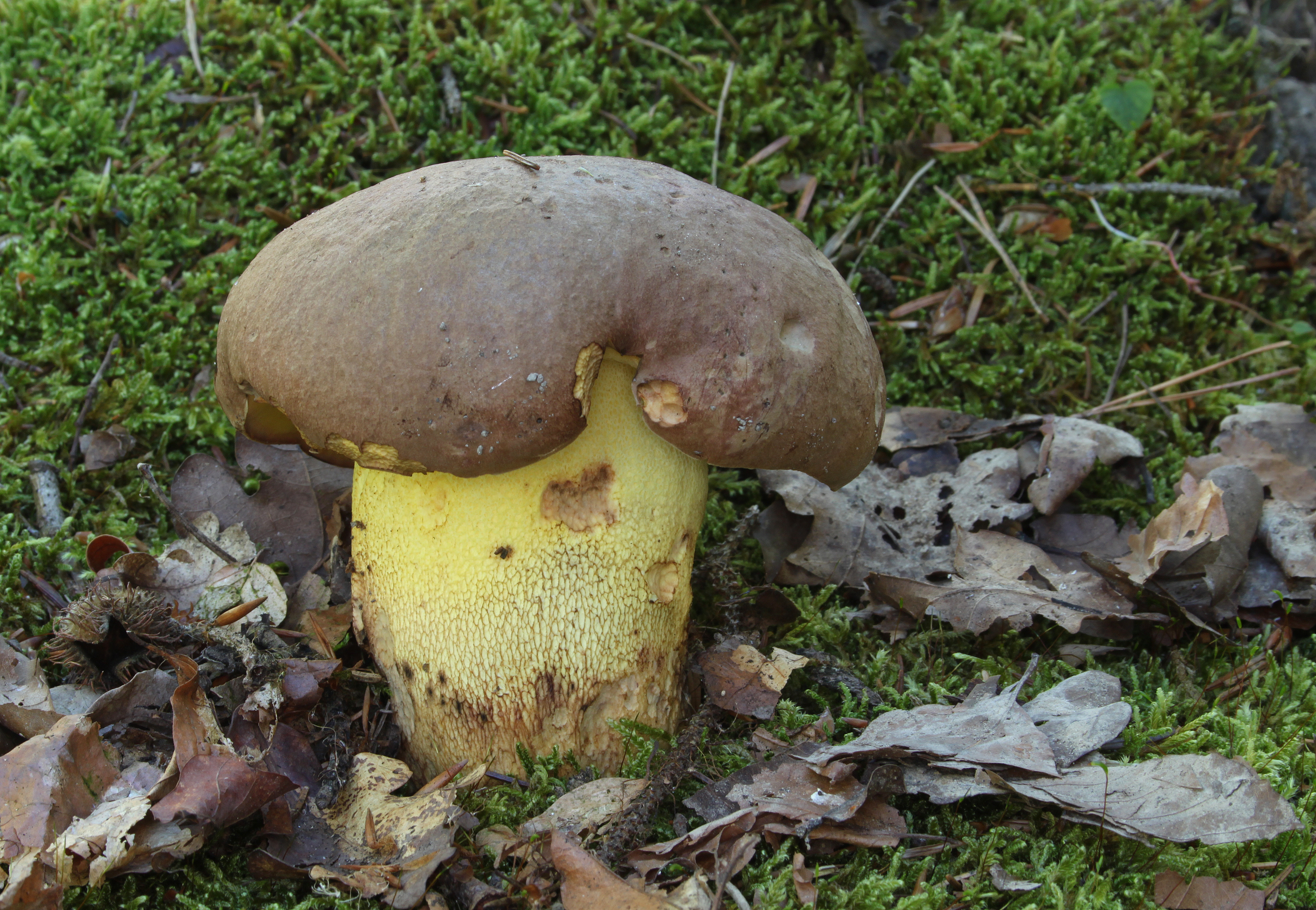
hřib přívěskatý
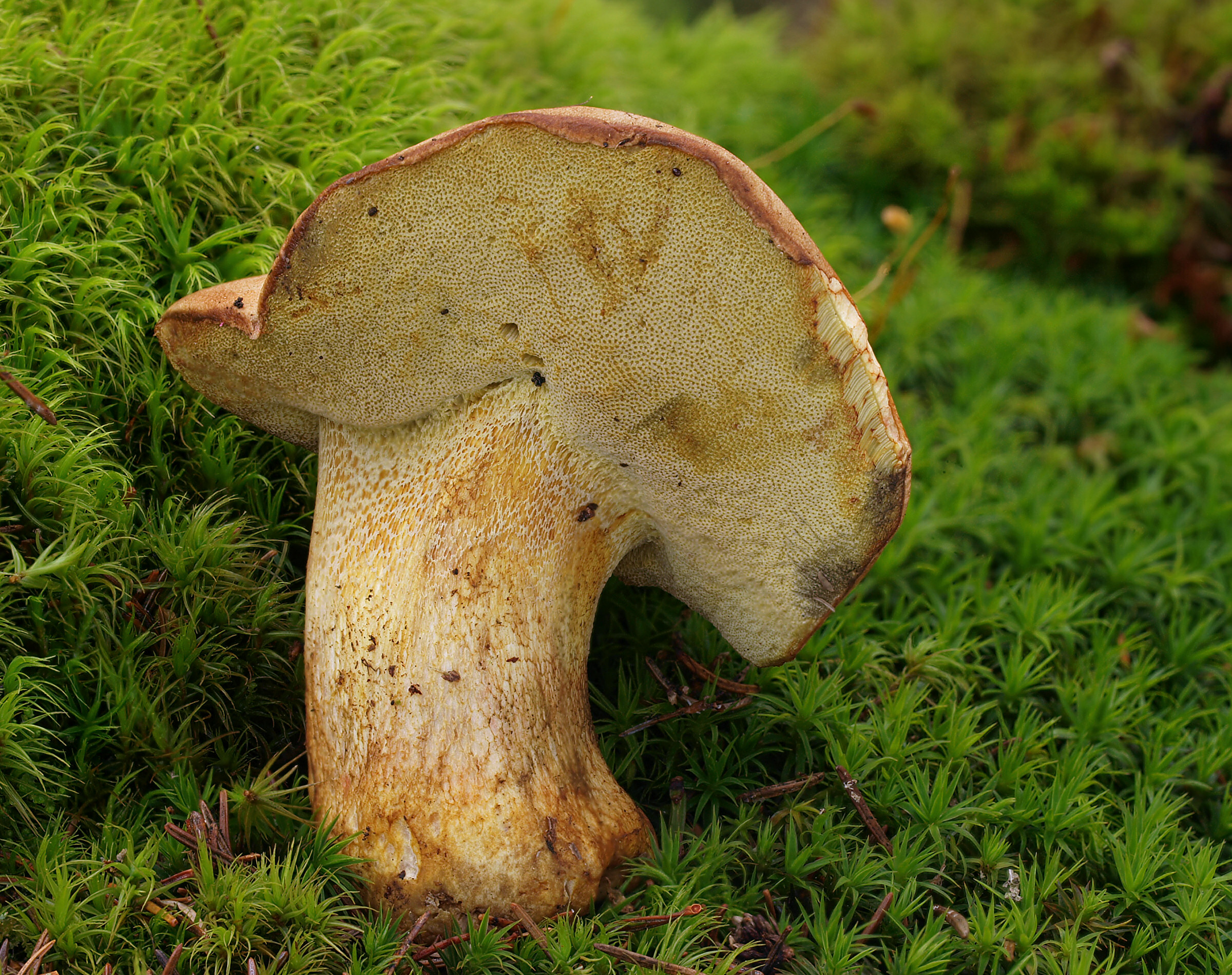
hřib horský
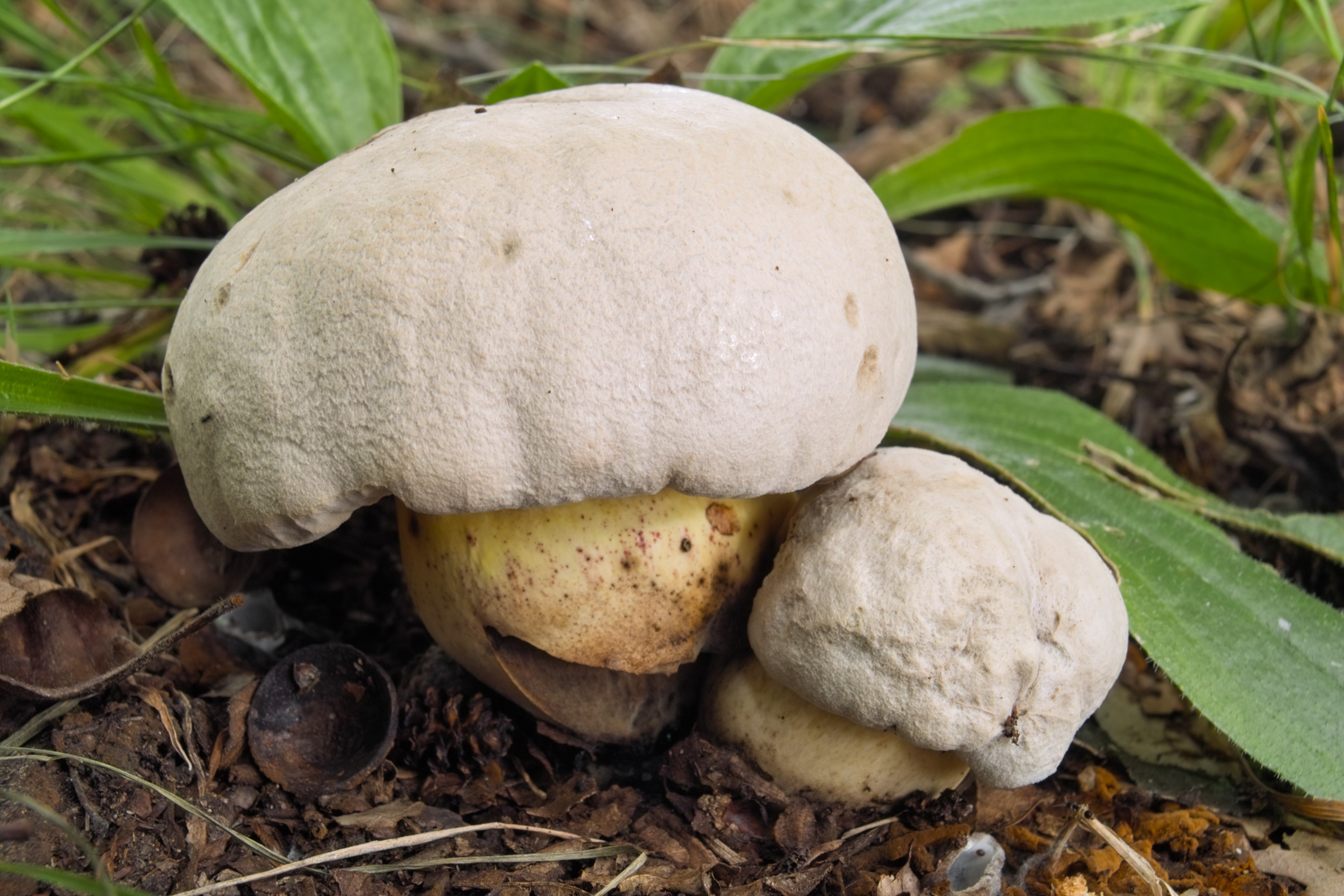
hřib medotrpký
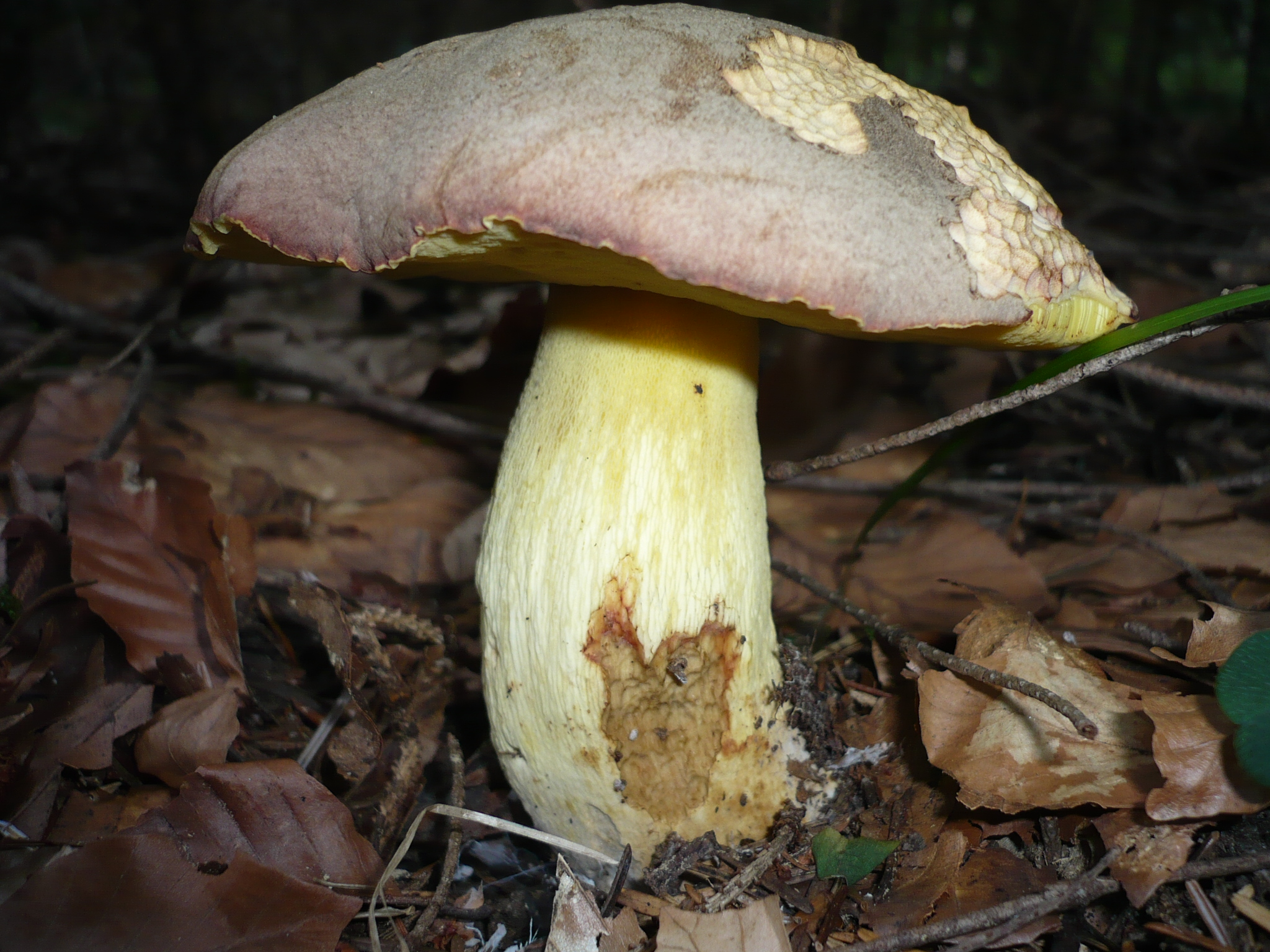
hřib Fechtnerův

## Ochrana
Tato vzácná houba je vedena v Červeném seznamu hub České republiky jako téměř ohrožený druh (NT). Neměla by se proto sbírat pro kuchyňské účely a její nálezy by měly být oznámeny místnímu mykologickému pracovišti.

## Toxicita
Mykologická literatura není zcela jednotná co do vlivu na lidský organismus po konzumaci. Zpravidla bývá uváděn jako nejedlý, ale bývá klasifikován i odlišně. Český mykolog František Skyva (1880–1966) po vlastním experimentu houbu výslovně nedoporučoval ke kuchyňskému použití: „Dusil jsem doma několik exemplářů. Záhy byl cítit skoro nesnesitelný zápach po karbolu jako v nemocnici, který ani dalším dušením nezmizel, takže jsem byl nucen otevřít okna.“ Dále popisuje, že ve 14 hodin ochutnal několik lžic pokrmu připraveného s vajíčkem a i přes jinak dobré trávení zaznamenal silné obtíže: „V 16,30 dostavila se zmalátnělost, časté a nepříjemné krkání s karbolovým zápachem. Pak počala bolet hlava v zátylí a dostavilo se nutkání ke zvracení.“ Nakonec se zdravotní stav experimentátora zlepšil, houbu ale na základě vlastní zkušenosti výslovně nedoporučoval ke konzumaci.